# Sililazione
La sililazione (o silanizzazione) è un processo di derivatizzazione che consiste nell'introdurre un gruppo -SiR3 in una molecola, solitamente sostituendo un idrogeno attivo, dove R rappresenta un generico sostituente idrocarburico, il più comune dei quali è il gruppo metile -CH3 (sililazione con gruppo trimetilsilile: -Si(CH3)3). Questo comporta una riduzione della polarità e l'impossibilità di realizzare legami ad idrogeno per le molecole da analizzare.
Inoltre gli analiti sililati sono maggiormente stabili e volatili e se opportunamente conservati, sono maggiormente analizzabili.